# Concejo Metropolitano de Quito
El Concejo Metropolitano de Quito ejerce el poder legislativo del Distrito Metropolitano de Quito para expedir ordenanzas, resoluciones y acuerdos. Es un órgano unicameral, compuesto por Concejales Metropolitanos elegidos para un periodo de 4 años mediante sufragio divididos entre 5 Concejales por el norte de la ciudad, 5 por el centro y 5 por el sur y 6 Concejales por las parroquias rurales, cada Concejal Metropolitano preside una comisión
El Concejo Metropolitano tiene 21 concejales que representan tanto a la cabecera urbana de Quito como a las parroquias rurales del Distrito. Cada Concejal tiene un suplente que ejercerá funciones temporalmente en ausencia o cese de funciones del concejal titular. Al tomar posesión de sus cargos, inmediatamente se levanta una sesión del Concejo para elegir de entre sus integrantes al Vicealcalde Metropolitano y al segundo vicepresidente del concejo así también se organizan las 15 comisiones del Concejo.
Entre las principales competencias que tiene a cargo el Concejo Metropolitano son, las del orden urbanístico de la ciudad, promoción cultural, prestación de servicios públicos, las disposiciones tributarias competentes del distrito, la reglamentación del transporte público y privado, del uso de los bienes públicos, la aprobación del presupuesto general del Distrito, la fijación de los límites urbanos y parroquiales y demás competencias establecidas en el Código Orgánico de Organización Territorial Autonomía Des-centralización (COOTAD). También le corresponde la designación de las ternas presentadas por el alcalde para el secretario general del Concejo, procurador del Distrito Metropolitano, el administrador general, los directores generales y los gerentes de las Empresas Públicas Metropolitanas.

## Concejo Metropolitano 2023-2027
Actualmente, el Concejo Metropolitano está conformado de la siguiente manera:

### Directiva
| Dignidad                                                         | Titular | Titular                | Lista Electoral | Lista Electoral | Partido | Partido | Fecha de posesión  |
| ---------------------------------------------------------------- | ------- | ---------------------- | --------------- | --------------- | ------- | ------- | ------------------ |
| Alcalde Metropolitano de Quito                                   |         | Pabel Muñoz López      |                 | RC              |         | RC      | 14 de mayo de 2023 |
| Vicealcaldesa y Primera Vicepresidenta del Concejo Metropolitano |         | María Fernanda Racines |                 | RC              |         | RC      | 18 de mayo de 2023 |
| Segundo Vicepresidente del Concejo Metropolitano                 |         | Darío Cahueñas         |                 | ID              |         | ID      | 18 de mayo de 2023 |

### Lista de concejales
| Concejal               | Lista Electoral | Lista Electoral            | Partido | Partido       | Distrito |
| ---------------------- | --------------- | -------------------------- | ------- | ------------- | -------- |
| Emilio Uzcátegui       |                 | RC                         |         | RC            | Norte    |
| Andrés Campaña         |                 | PSE - SUMA                 |         | PSE           | Norte    |
| Diego Garrido          |                 | PSP - DSÍ                  |         | DSÍ           | Norte    |
| Bernardo Abad          |                 | RETO - CREO - Ahora - MC25 |         | CREO          | Norte    |
| Estefanía Grunauer     |                 | MUPP - PID - MOVER         |         | MUPP          | Norte    |
| Wilson Merino          |                 | RC                         |         | Independiente | Centro   |
| Diana Cruz             |                 | RC                         |         | RC            | Centro   |
| Juan Báez              |                 | MUPP - PID - MOVER         |         | Independiente | Centro   |
| Sandra Hidalgo         |                 | PSE - SUMA                 |         | SUMA          | Centro   |
| Darío Cahueñas         |                 | ID                         |         | ID            | Centro   |
| Blanca Paucar          |                 | RC                         |         | RC            | Sur      |
| Héctor Cueva           |                 | RC                         |         | RC            | Sur      |
| Fidel Chamba           |                 | PSE - SUMA                 |         | Independiente | Sur      |
| Joselyn Mayorga        |                 | MUPP - PID - MOVER         |         | MUPP          | Sur      |
| Analía Ledesma         |                 | ID                         |         | ID            | Sur      |
| María Fernanda Racines |                 | RC                         |         | RC            | Rural    |
| Adrián Ibarra          |                 | RC                         |         | RC            | Rural    |
| Gabriel Noroña         |                 | MUPP - PID - MOVER         |         | MUPP          | Rural    |
| Ángel Vega             |                 | ID                         |         | ID            | Rural    |
| María Cristina López   |                 | PSE - SUMA                 |         | SUMA          | Rural    |
| Michael Aulestia       |                 | RETO - CREO - Ahora - MC25 |         | Ahora         | Rural    |